# Incubus

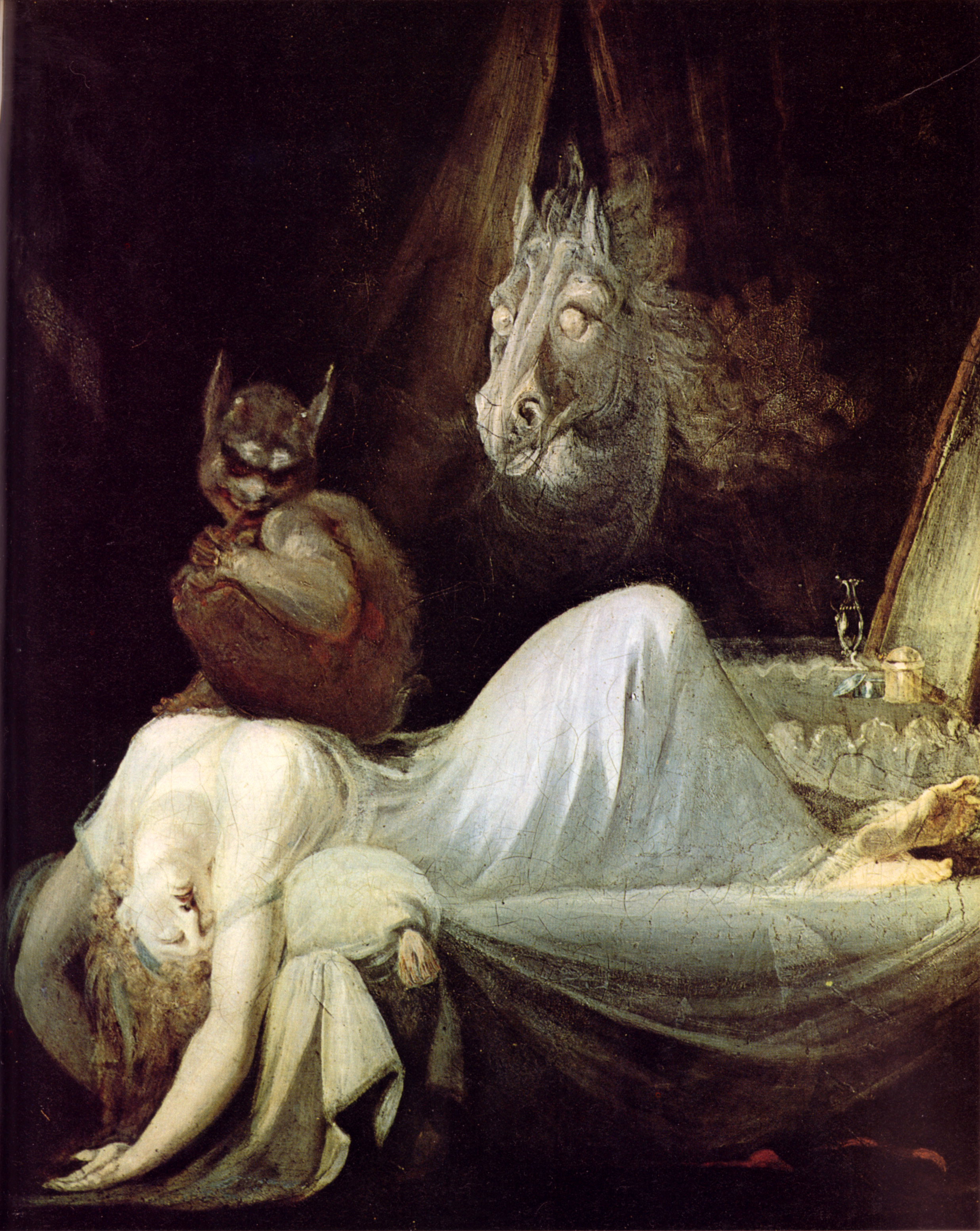

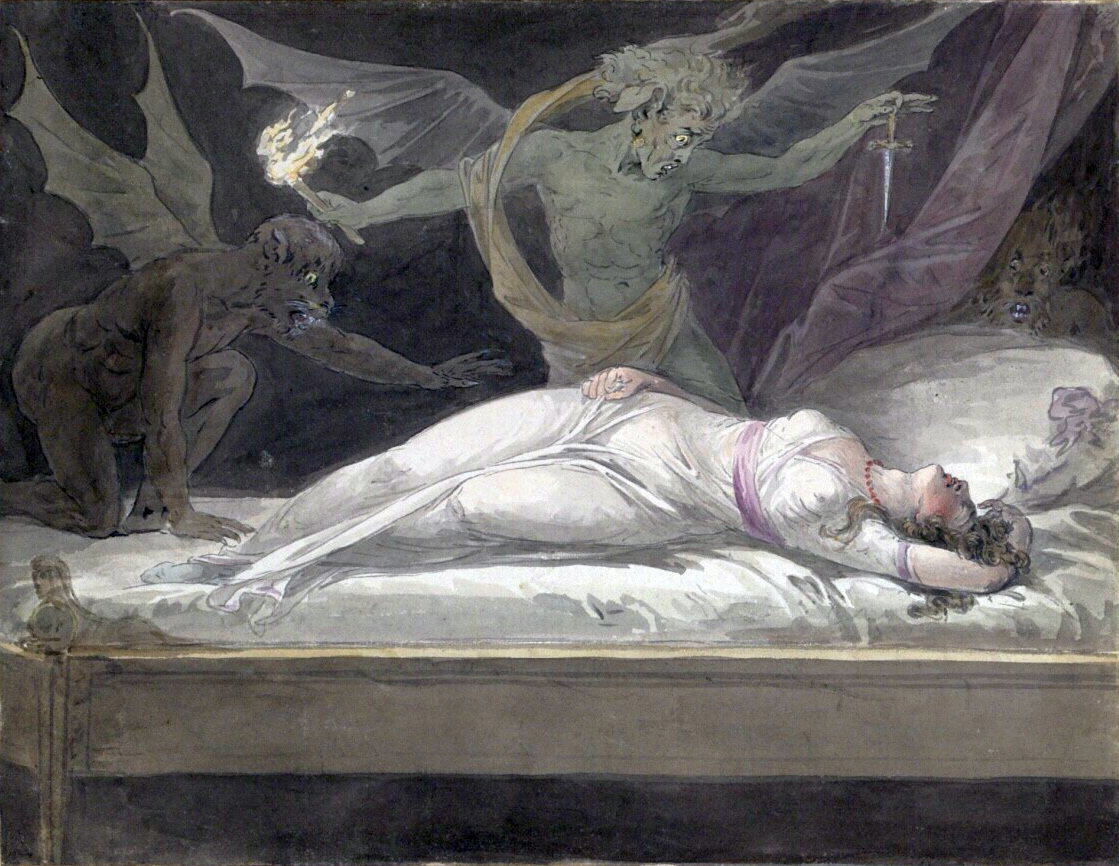
Incubus, 1870

Un incubus (din latină incubo, sau coșmar; plural incubi) sau incub este un demon cu înfățișare masculină despre care se presupune că se furișează pe lângă femeile adormite, pentru a avea contact sexual cu ele, în funcție de o serie de tradiții mitologice și legende. Omologul său de sex feminin este Succubus. Un incubus poate avea relații sexuale cu o femeie în scopul de a fi tatăl unui copil, la fel ca în legenda lui Merlin.
În mitologia română apare un aspect eminamente benefic ca orientare, respectiv cel cunoscut în tradiția populară sub denumirea  de „zburător”, entitate astrală, necorporală, întruchiparea iubitului ideal, care conferă femeii cu care interacționează în vis (corespunzând dimensiunii astrale a ființei), o polarizare mai amplă de natură amoroasă. Acest gen de fuziune amoroasă este  intim legată de iubirea erotică. Poezia Zburătorul de Ion Heliade Rădulescu are ca temă acest fenomen.

## Legături externe
Materiale media legate de Incubus la Wikimedia Commons